# Little Carlton
Little Carlton est une paroisse civile et un village du Lincolnshire, en Angleterre.